# Naima Mora
Naima Mora (født 1. marts 1984 i Detroit, Michigan) er en amerikansk fotomodel, der vandt sæson 4 af America's Next Top Model. Hendes far er en mexicansk og afrikansk-amerikansk mand og hendes mor er en irsk afrikansk-amerikansk kvinde. Naima har fem søskende; heriblandt hendes næsten identiske tvillingesøster Nia, som er fotograf.
Naima er opkaldt efter John Coltranes sang Naima.